# Serrada
Pour les articles homonymes, voir Serrada.
Serrada est une commune de la province de Valladolid dans la communauté autonome de Castille-et-León en Espagne.

## Sites et patrimoine
Les édifices les plus caractéristiques de la commune sont :
- Église paroissiale San Pedro et son musée ;
- Chapelle de la Virgen de la Moya ;
- Mairie, du XVIIIe siècle, avec son horloge caractéristique ;
- Musée de peinture et de sculpture à l'air libre. Paseo del Arte ;
- Pozo Bueno, petit bâtiment populaire avec un puits entouré de quatre grandes arches en briques, où sont bénis les champs agricoles.

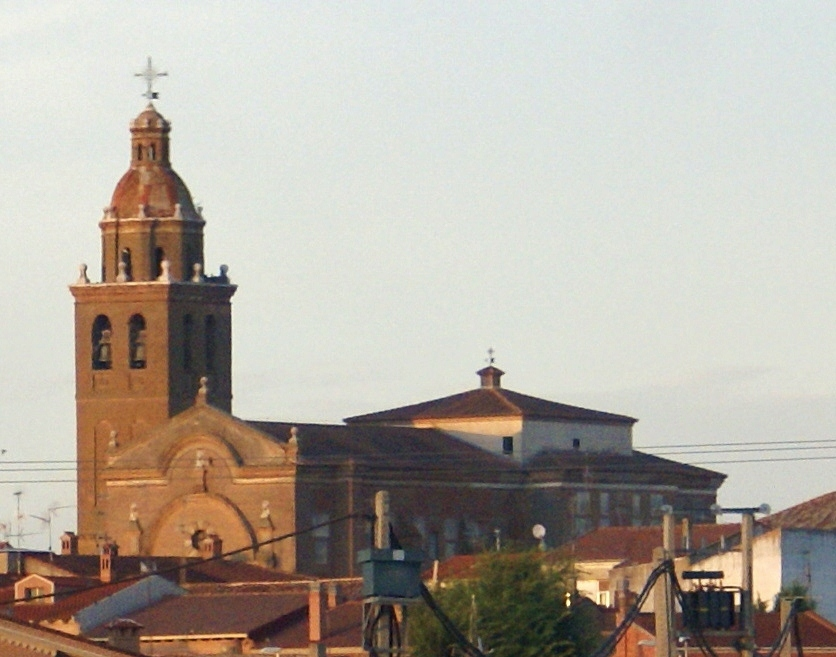
Église San Pedro.
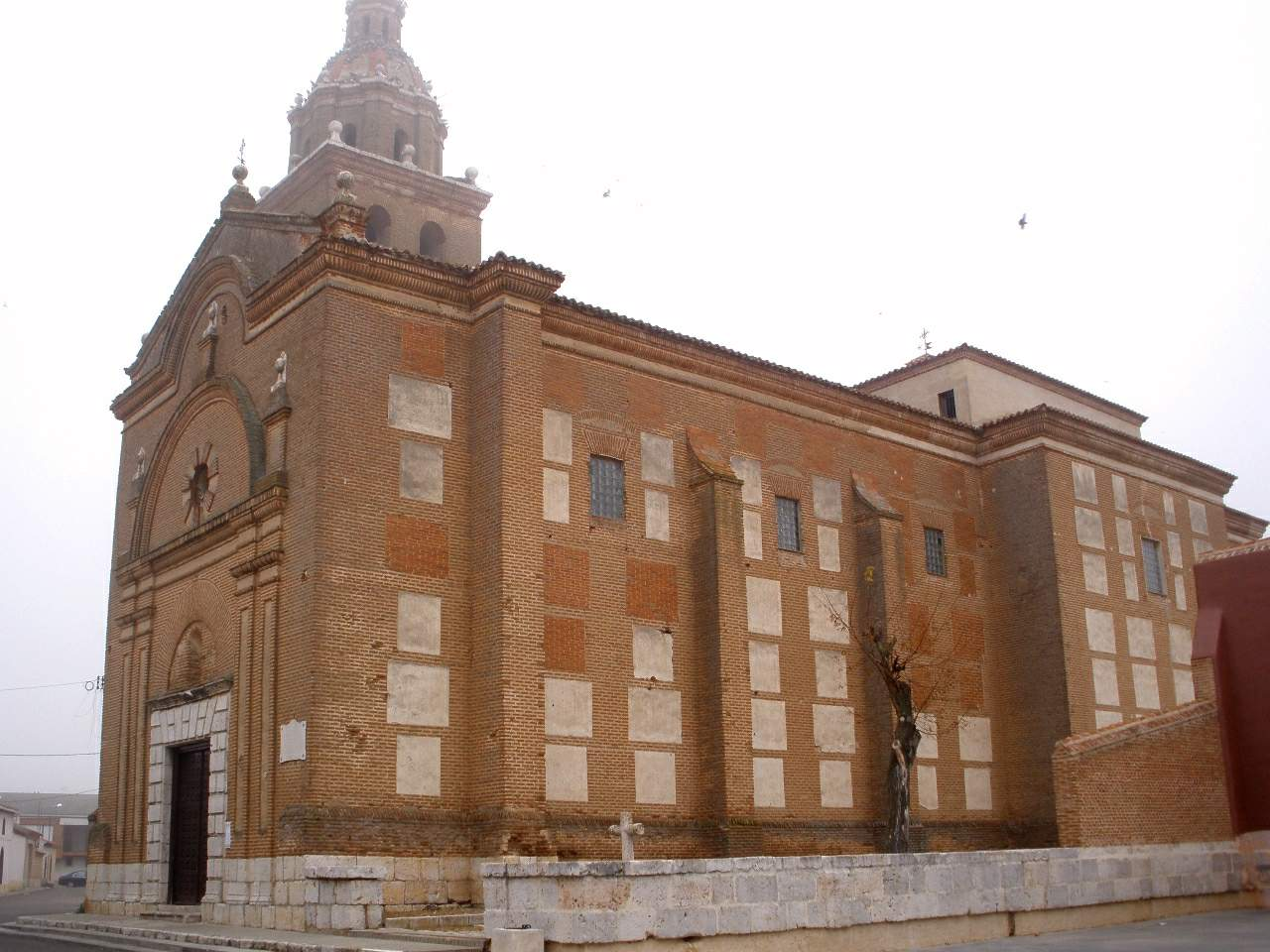
Église San Pedro.